# 廃棄物等
廃棄物等（はいきぶつとう）とは、循環型社会形成推進基本法第2条第2項によれば、次に掲げる物と定義されている。
1. 廃棄物
2. 一度使用され、若しくは使用されずに収集され、若しくは廃棄された物品（現に使用されているものを除く。）又は製品の製造、加工、修理若しくは販売、エネルギーの供給、土木建築に関する工事、農畜産物の生産その他の人の活動に伴い副次的に得られた物品（前号に掲げる物並びに放射性物質及びこれによって汚染された物を除く。）